# Andoni Lafuente
Andoni Lafuente Olaguibel (ur. 6 września 1985 w Gernika-Lumo) – hiszpański kolarz szosowy i torowy. Ściga się w barwach baskijskiej drużyny Euskaltel-Euskadi. Do zawodowego peletonu na szosie należy od 2007 roku.
Jako junior w kategorii U19 odnosił sukcesy w 2003 roku. Był mistrzem Hiszpanii w wyścigu punktowym oraz zajął 3. miejsce w wyścigu na dochodzenia. 3 lata później w kategorii U23 nie dał szans przeciwnikom i wygrał wyścig na dochodzenie. Na szosie odkąd ściga się, czyli od 2007 roku nie odnosił żadnych znaczących sukcesów.

## Najważniejsze zwycięstwa i sukcesy
- 2003 – mistrz Hiszpanii U19 w wyścigu punktowym (Tor); 3. miejsce w mistrzostwach Hiszpanii U19 w wyścigu na dochodzenie (Tor)
- 2006 – mistrz Hiszpanii U23 w wyścigu na dochodzenie (Tor)